# سرند (بشرویه)
سرند یک منطقهٔ مسکونی در ایران است که در دهستان رقه واقع شده‌است. براساس سرشماری مرکز آمار ایران در سال ۱۳۹۵، سرند ۱۱۳ نفر جمعیت دارد.